# 航海者恩里克王子
恩里克王子（葡萄牙語：Infante D. Henrique，又譯殷理基皇子、殷皇子，1394年3月4日—1460年11月13日），是葡萄牙帝国早期海上发现和殖民扩张的核心人物，他被认为是欧洲地理大发现的开启者。恩里克是葡萄牙国王若昂一世的第四个孩子，若昂一世创建了阿维斯王朝。
恩里克负责葡萄牙早期的开发勘探和与其他大陆的海上贸易，并通过系统的勘探西非和大西洋的岛屿来并寻找新的航路。他鼓励他的父亲征服休达，这是北非海岸的由穆斯林控制的港口，需要从伊比利亚半岛穿过直布罗陀海峡才能到达。他对整个非洲着迷，他最感兴趣的是祭司王约翰的传说和葡萄牙贸易的扩展。他被认为是葡萄牙航海事业的赞助人和奠基人。
恩里克王子不是王儲，其影響力來自在萨格里什建立了全世界首間航海學校、天文台、圖書館、港口及船廠，為葡萄牙日後成為海上霸主，奠定了基石。這座歷史上第一間的國立航海學校，有系統地研究航海科學和技術，恩里克也成为开启欧洲航海大发现时代的核心人物，更獲得“航海者”（葡萄牙語：navegador）的尊稱。
在葡萄牙管治澳門期間，南灣一條馬路被命名為殷皇子大馬路（Avenida do Infante Dom Henrique）來紀念恩里克王子；澳門在主權移交中華人民共和國後該馬路仍然保留這名字。
在2007年票選最偉大的葡萄牙人中，他排名第七。

## 延伸阅读
- Ariganello, Lisa. Henry the Navigator : prince of Portuguese exploration (2007); for elementary schools. online
- Beazley, C. Raymond. . London: G.P. Putnam's Sons. 1894.
- Boxer, Charles.  2nd rev. Carcanet Press. 1991. ISBN 978-0-85635-962-0.
- Bradford, Ernle. A wind from the north; the life of Henry the Navigator (1960) online
- Castro, F.; Fonseca, N.; Vacas, T.; Ciciliot, F., , The International Journal of Nautical Archaeology 37 (2), 2008, 37 (2): 347–359, doi:10.1111/j.1095-9270.2008.00183.x
- Diffie, Bailey; George D. Winius. . University of Minnesota Press. 1977  [2021-09-11]. ISBN 978-0-8166-0782-2. （原始内容存档于2016-11-28）.
- Elbl, Ivana.  "Man of His Time (and Peers): A New Look at Henry the Navigator." Luso-Brazilian Review 28.2 (1991): 73-89. online （页面存档备份，存于）
- Fernández-Armesto, Felipe. . London: MacMillan Education. 1987  [2021-09-11]. ISBN 978-0-333-40383-9. （原始内容存档于2021-09-11）.
- Major, Richard Henry. . London: Sampson, Low, Marston, Searle and Rivington. 1877  [2021-09-11]. OCLC 84044057. （原始内容存档于2021-09-11）.
- Martins, J.P. Oliveira. . London: Chapman and Hall. 1914.
- Russell, Peter E. . New Haven: Yale University Press. 2000  [2021-09-11]. ISBN 978-0-300-08233-3. OCLC 42708239. （原始内容存档于2021-09-11）.
- Zurara, Gomes Eanes de, trans. Edgar Prestage. . Hakluyt Society. 1896  [2021-09-11]. （原始内容存档于2021-09-11）.
- Zurara, Gomes Eanes de, trans. Edgar Prestage. . Printed for the Hakluyt Society. 1896  [2021-09-11]. （原始内容存档于2021-09-11）.